# ヴァルトシュレスヒェン橋
ヴァルトシュレスヒェン橋（ヴァルトシュレスヒェンきょう、ドイツ語: Waldschlößchenbrücke）は、ドイツにある橋である。ワルトシュレスヘン橋、ヴァルドシュロス橋とも表記される。

## 概要
ザクセン州の州都、ドレスデンの中心市街地から東へおよそ3キロメートルほど行ったところに位置し、エルベ川に架橋されている。中路式のアーチ橋であり、4車線および自転車・歩道から構成されている。鋼鉄およびコンクリートで造られている。
橋の長さは 636.10 メートルであり、幅員は 28.80 メートルである。最大支間長は 148.0 メートルであり、高さは 12.96 メートルである。桁下高は 26 メートルであり、橋の面積は 16,220 平方メートルである。
橋の南側には、ドレスデン美術大学などがある。橋の上流には、ロシュヴィッツァー橋があり、下流には、本橋に近い順にアルベルト橋 (de:Albertbrücke)、カローラ橋 (de:Carolabrücke (Dresden))、アウグストゥス橋 (en:Augustus Bridge)、マリエン橋 (de:Marienbrücke (Dresden)) がある。

## 歴史
エルベ川に架かる既設の橋梁で発生する交通渋滞を軽減することや、交通の空白地帯を少しでも解消し、川の右岸側の工業地帯と左岸側の住宅地を結ぶ役割を担うことを目的として、新しい橋を建造する計画がもち上がった。
1996年より、橋の構造形式を選定するための国際企画競争が行われており、29件の応募があった。2004年7月には、この橋の建設場所がドレスデン・エルベ渓谷の一部としてユネスコによって世界遺産に登録されている。
2005年3月、住民投票が行われ、住民のおよそ 68 パーセントが橋の建造に賛成する。同年11月、景観の保護を理由として、ユネスコによって橋の建造に対する批判が表明される。2006年7月、ドレスデン・エルベ渓谷がユネスコによって危機にさらされている世界遺産に登録される。

2007年11月19日、橋の建設工事が開始される。2009年6月、橋によって周辺の文化的景観が損なわれるという理由によって、ドレスデン・エルベ渓谷が世界遺産リストから抹消される。2012年、橋が完成される。2013年8月26日、橋が開通される。